# Sunntigerspitze
La Sunntigerspitze est une montagne qui s’élève à 2 321 m d’altitude dans les Karwendel, en Autriche.